# Következtetési sémák a formális logikában
A formális logikában az érvelések elemzésénél kizárólag a forma számít, a tartalmat nem vizsgáljuk, ezért a premisszák és a konklúzió formáján, logikai szerkezetén múlik a érvelés érvényessége. Érvényesnek akkor tekintünk egy következtetést, ha a premisszák igazsága a konklúzió igazságát vonja maga után. Az ilyen következtetéseket (deduktíve vagy logikailag) érvényes vagy helyes következtetésnek nevezzük.
Megállapíthatunk különböző következtetési sémákat, melyek alapján könnyen elő tudunk állítani érvényes következtetéseket, és könnyebben észrevehetjük a formailag hibásakat. Ezek a következtetési sémák hasznosak lehetnek a mindennapi vitahelyzetekben is, érveléseink során sikeresen alkalmazhatjuk őket.

## Nulladrendű logikaikövetkeztetések

### Kontrapozíció
Két állítás kondicionális összekapcsolásából következtetünk arra, hogy a két állítás fordított sorrendű negáltja is igaz.
P: Ha esik a hó, hideg van.
K: Ha nincs hideg, nem esik a hó.
A séma formális jelölése:
(A ⊃ B) ⇒ (~B ⊃ ~A)
Mivel a két mondat logikailag ekvivalens, ezért ha az egyik igaz, a másik is szükségszerűen igaz, és fordítva. A kontrapozíciós következtetés oda-vissza működik.

A kontrapozícióval az alábbi hibát véthetjük:
• Konverziós hiba
P: Ha esik a hó, hideg van.
K: Ha hideg van, esik a hó.
Formális jelöléssel: 
(A ⊃ B) ⇏ (B ⊃ A)
Ez azért hibás, mert hidegben nem feltétlenül esik a hó. Az alacsony hőmérséklet mellett más tényezők is közrejátszanak a hóesés kialakulásában, például a magas páratartalom.

### Modus ponens
A modus ponens egy latin kifejezés, mely szó szerinti fordításban annyit jelent, hogy tételező mód. Ez a legalapvetőbb következtetési séma. A modus ponens esetében az állításból és annak előtagjából arra következtetünk, hogy az utótag is helyes.
P1: Ha dolgozom, stresszes vagyok.

P2: Dolgozom.

K: Stresszes vagyok.
A séma formális jelölése
A ⊃ B, A ⇒ B

Modus ponens hibának számít, hogyha az utótagot állítjuk, vagyis:
P1: Ha dolgozom, stresszes vagyok.

P2: Stresszes vagyok.

K: Dolgozom.
a hibás következtetés: A ⊃ B, B ⇒ A

### Modus tollens
A modus tollens szintén egy latin kifejezés, mely azt jelenti, hogy elvevő mód. A modus tollens érvelési séma esetében egy feltételes állításból, és az állítás utótagjának érvénytelenségéből indulunk ki, és ezekből arra következtetünk, hogy az előtag sem állhat fent, és nem lehet igaz.
P1: Ha unalmas előadáson vagyok, mindig keresztrejtvényt fejtek.

P2: Nem fejtek keresztrejtvényt.

K: Nem unalmas előadáson vagyok.
A séma formális jelölése:
A ⊃ B, ~B ⇒ ~A

Modus tollens hibának nevezzük azt, ha az előtagot tagadjuk. Egy példával szemléltetve:
P1: Ha unalmas előadáson vagyok, mindig keresztrejtvényt fejtek.

P2: Nem vagyok unalmas előadáson.

K: Nem fejtek keresztrejtvényt.
a hibás következtetés: A ⊃ B, ~A ⇒ ~B

### Diszjunktív szillogizmus
A szillogizmusok mindig kétpremisszás következtetések. A diszjunktív szillogizmusnál (latin kifejezés, jelentése: szétválasztó következtetés) az első premissza két alternatív lehetőséget tartalmaz, a második premissza pedig tagadja az egyik lehetőséget, ezért a konklúzióban a másik lehetőség szerepel. 
P1: Ma dolgozni megyek, vagy halálra eszem magam édességgel.

P2: Nem megyek dolgozni.

K: Halálra eszem magam édességgel
A séma formális jelölése:
A v B, ~A ⇒ B 

Hibás diszjunktív szillogizmus:
P1: Ma dolgozni megyek, vagy halálra eszem magam édességgel.

P2: Dolgozni megyek.

K: Nem eszem halálra magam édességgel
a hibás következtetés: A v B, A ⇒ ~B

### Hipotetikus szillogizmus
A hipotetikus szillogizmus jelentése feltételes következtetés, ez az érvelési forma feltételes állításokból áll, melyek láncszerűen kapcsolódnak össze, egyikből következik a másik. 
P1: Ha vizsgázom, mindig izgulok.

P2: Ha izgulok, csuklom.

K: Ha vizsgázom, csuklom.
A séma formális jelölése:
A ⊃ B, B ⊃ C ⇒ A ⊃ C

### Konstruktív dilemma
A konstruktív dilemma a modus ponens és a diszjunktív szillogizmus ötvözete, szerkezeti felépítése szerint az első premissza két alternatív lehetőséget tartalmaz, a második és harmadik premisszák kondicionális állítások az első premisszára nézve, a konklúzió így a második és harmadik premissza alternációja lesz.
P1: Ma csirkét vagy halat eszünk.

P2: Ha csirkét eszünk, rizs lesz a köret.

P3: Ha halat eszünk, krumpli lesz a köret.

K: Rizs vagy krumpli lesz a köret.
A séma formális jelölése:
A v B, A ⊃ C, B ⊃ D ⇒ C v D